# المبادئ التوجيهية المتعلقة بالحق في الغذاء
المبادئ التوجيهية المتعلقة بالحق في الغذاء وتعرف أيضا باسم المبادئ التوجيهية التطوعية التي تدعم الإدراك المتطور لحق الحصول على غذاءٍ كافٍ في إطار الأمن الغذائي الوطني. وهي عبارة عن وثيقة تم اعتمادها بواسطة منظمة الأمم المتحدة للأغذية والزراعة في عام 2004، وذلك بهدف إرشاد الدول لتنفيذ الحق في الحصول على الغذاء. تللك الوثيقة ليست إلزامًا قانونيًا ولكن تم توجيه الحق في الحصول على الغذاء لالتزامات الدولة طبقًا للقانون الدولي. وعلى وجه الخصوص، تلك الوثيقة موجهة للدول التي تشارك في العهد الدولي الخاص بالحقوق الاقتصادية والاجتماعية والثقافية ( ICESCR) أو الدول التي ما زال عليها التصديق على ذلك العهد.

## تاريخها
لقد تم إنشاء منظمة الأمم المتحدة للأغذية والزراعة (FAO) في عام 1945.

في عام 1996 نظمت منظمة الأمم المتحدة للأغذية والزراعة مؤتمر القمة العالمي للأغذية في روما. طلبت المنظمة في ذلك المؤتمر أن يتم منح المزيد من المحتوى العملي والملموس للحق في الغذاء؛ مما أدى إلى إعلان روما بشأن الأمن الغذائي العالمي وخطة عمل مؤتمر القمة العالمي للأغذية.
«نحن نلتزم برغبتنا السياسية والتزامنا العام والوطني لتحقيق الأمن الغذائي للجميع وجهودنا متواصلة لكي نقضي على في كل الدول، واضعين نصب أعيننا إنقاص عدد الأشخاص الذين يعانون من نقص الغذاء إلى نصف عددهم الحالي في مدة لا تتجاوز 2015.»
في عام 1999اعتمدت اللجنة المعنية بالحقوق الاقتصادية والاجتماعية والثقافية تعليقًا عامًا رقم 12 'الحق في غذاءٍ كافٍ' وبينت الالتزامات المختلفة للدولة المشتقة من العهد الدولي الخاص بالحقوق الاقتصادية والاجتماعية والثقافية المتعلقة بالحق في الغذاء. لقد وضعت ثلاثة التزامات على الدول المشاركة: وهم الالتزام باحترام وحماية وتنفيذ الحق في الغذاء (والذي يشمل الالتزام بالتسهيل والإمداد).
في يونيه 2002، في مؤتمر القمة العالمي للأغذية اعتمدت منظمة الأمم المتحدة للأغذية والزراعة اعلان مؤتمر القمة العالمي للأغذية: أن بعد خمسة أعوام يتم المطالبة بإنشاء فريق حكومي دولي عامل ليتم تحضير مجموعة من المبادئ التوجيهية لتنفيذ الحق في الغذاء. في نوفمبر، مجلس منظمة الأمم المتحدة للأغذية والزراعة أسست فريق حكومي دولي عامل لكي يصيغ المبادئ التوجيهية المتعلقة بشأن الحق في الغذاء.
في 2004، تم اعتماد المبادئ التوجيهية المتعلقة بشأن الحق في الغذاء بواسطة 187 دولة عضوة في المجلس العام لمنظمة الأمم المتحدة للأغذية والزراعة. تلك المبادئ التوجيهية تستند على القانون الدولي وهي عبارة عن مجموعة من التوصيّات التي اختارتها الدول لتعرف كيفية تنفيذ التزاماتها طبقًا للمقال رقم 11 من العهد الدولي الخاص بالحقوق الاقتصادية والاجتماعية والثقافية.

## نظرة عامة
منظمة الأغذية والزراعة لخصت المبادئ التوجيهية المتعلقة بشأن الحق في الغذاء في ستة مراحل أو جوانب لتنفيذ الحق في الحصول على الغذاء:
1- تهيئة الشروط الأساسية اللازمة، مثل: الإدارة الجيدة، الديمقراطية، الأسواق الغير تمييزية، الانخراط في نهج أصحاب المصلحة المتعددين والذي يشمل القطاع الخاص والمجتمع المدني، تخصيص ما يكفي من الموارد المالية الوطنية لمكافحة الجوع والفقر.
2- توفير بيئة تمكينية عن طريق اتخاذ سياسات واستراتيجيات ذات صلة، مثل: التطور الاقتصادي المتنوع والمستدام من أجل دعم الأمن الغذائي، الاعتماد القانوني «لمنهج مبني على حقوق الإنسان»، تطوير المؤسسات ذات الصلة، تمكين الوصول لموارد طبيعية وآمنة وغير تمييزية، تحديد مؤشرات للمراقبة والتقييم.
3- تحقيق هيئة قانونية لكي تقوم بتنفيذ الحق في الحصول على غذاء والتزامات الدولة الثلاث وهم الاحترام والتوفير والإنجاز، مثل: تنفيذ فوري وتقدمي للسياسات، جعْل الدول مسؤولة، ضمان مؤسسات حقوق الإنسان حرة ومستقلة، تعليم النساء والأطفال على وجه الخصوص.
4- ضمان وجود أطعمة كافية وصحية بالأسواق.
5- الإمداد بدعم إضافي للأشخاص الضعفاء وهذا الدعم يشمل توفير الغذاء للأشخاص الذين لا يمكنهم الوصول لغذاءٍ كافٍ لأسبابٍ خارجة عن إرادتهم، المعايير تشمل تحقيق شبكات آمنة للضعفاء.
6- التحضير للطوارئ سواء بسبب الكوارث من صنع الإنسان أو الكوارث الطبيعية، والالتزامات لتوفير عون غذائي عالمي.